# Condé-Folie
Condé-Folie är en kommun i departementet Somme i regionen Hauts-de-France i norra Frankrike. Kommunen ligger i kantonen Picquigny som tillhör arrondissementet Amiens. År 2022 hade Condé-Folie 876 invånare.

## Befolkningsutveckling
Antalet invånare i kommunen Condé-Folie
| Referens: INSEE |